# Schwimmhalle Pankow

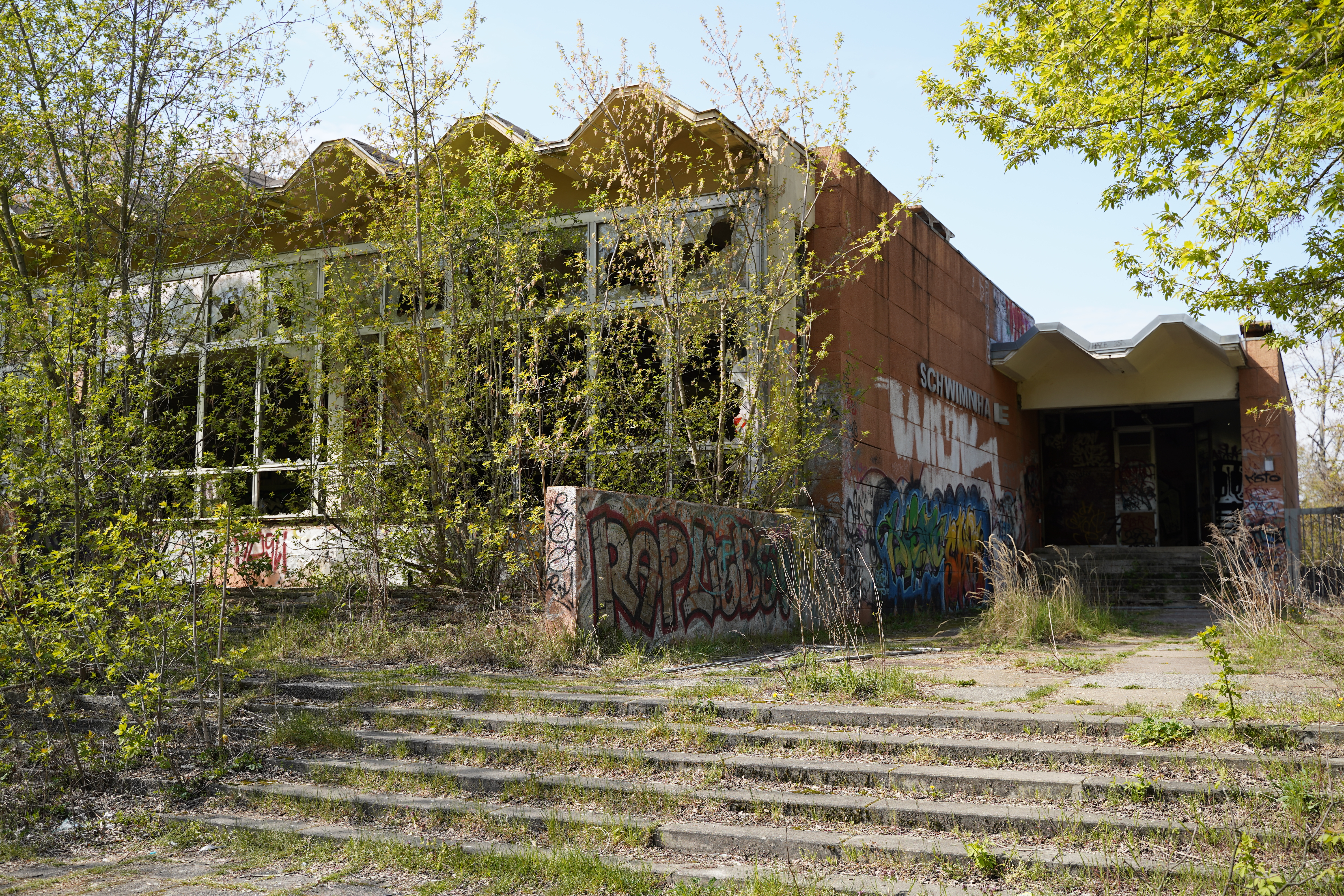
Außenansicht (2019)

Die Schwimmhalle Pankow ist eine ehemalige öffentliche Schwimmhalle im Berliner Ortsteil Pankow in der Wolfshagener Straße und liegt direkt neben dem Sommerbad Pankow. Sie wurde 1975 in der DDR als „modernste und größte Schwimmhalle“ Ost-Berlins eröffnet und ging nach der Wiedervereinigung in den Bestand der Stadt ein. Mit der Gründung der Berliner Bäder-Betriebe im Jahr 1996 verwaltete diese Einrichtung alle Berliner Bäder. Wegen Baufälligkeit und fehlenden Geldes für eine Sanierung wurde die Schwimmhalle im Jahr 2000 geschlossen, seitdem verfällt das Gebäude und Vandalismus bringt weitere Zerstörungen mit sich. – Es bestehen Planungen zum Abriss der Ruine und zum Neubau eines Multifunktionsbades und einer Grundschule sowie zur Erweiterung des Spielplatzes auf dem Gesamtgelände des Sommerbades.

## Geschichte

### 1975 bis 2000

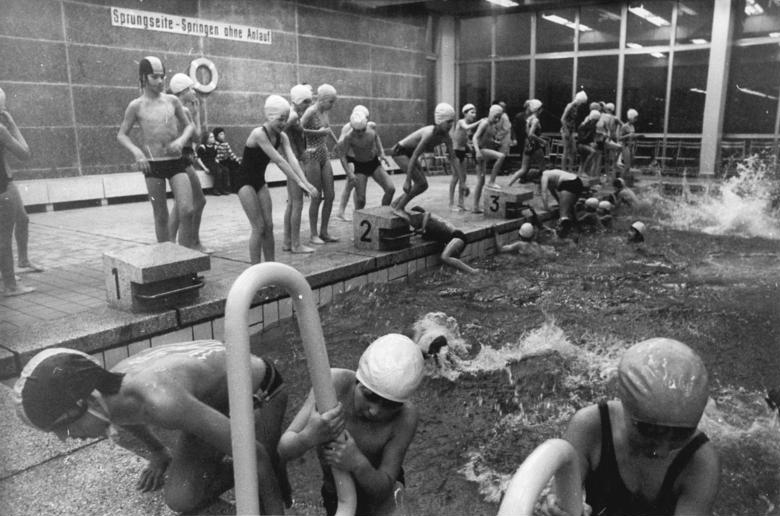
Schwimmhalle Pankow (1975)

Die Schwimmhalle entstand direkt neben dem bereits am 9. Juli 1960 eröffneten Freibad Pankow und wurde als Prototyp vom Architekten Gunther Derdau geplant, der mehrere Varianten dieses Schwimmhallentyps in Ost-Berlin umsetzte. Sie wurde am 7. Februar 1975 nach zwölfmonatiger Bauzeit eröffnet und war damals die modernste und größte Ost-Berlins. Die Schwimmhalle umfasste ein 25-Meter-Schwimmbecken mit fünf Bahnen, ein 100 m² großes Nichtschwimmerbecken und ein Lehrschwimmbecken mit einer Wassertiefe von 0,80 bis 1,20 m. Im Untergeschoss befanden sich Umkleidekabinen, Duschräume und eine Sauna. 1996 übernahmen die Berliner Bäder-Betriebe (BBB) die Schwimmhalle und das Freibad. Das Freibad wurde saniert und 2001 als Sommerbad Pankow wiedereröffnet, die zunächst vorgesehene Sanierung der Schwimmhalle blieb aufgrund zu hoher Kosten aus; sie wurde geschlossen.

### Ab 2018
Das Bezirksamt Pankow legte 2018 eine Machbarkeitsstudie vor, nach der die Halle abgerissen und durch den Neubau eines Multifunktionsbades ersetzt werden soll. Außerdem soll auf dem Gelände eine Grundschule gebaut und der bestehende Spielplatz an der Wolfshagener Straße vergrößert werden.
Entsprechend dieser Studie sollte sich das Bebauungsplanverfahren anschließen, was sich jedoch aufgrund von Forderungen zum Naturschutz, zum Verkehr, zum Lärm und zu den Altlasten verzögerte. Laut dem zuständigen Baureferat des Bezirksamts kann dieses Planverfahren nun frühestens 2021 abgeschlossen werden. Der neue Badekomplex, bestehend aus Freizeitbad, Sauna mit Garten sowie Sportbad (das auch für das Schulschwimmen genutzt werden soll) wird mit Kosten 42 Millionen Euro im Bezirkshaushalt geplant. Zusätzlich wird eine dreizügige Grundschule mit einer Zweifelder-Sporthalle auf dem Areal errichtet. Die Fertigstellung des gesamten Bauvorhabens ist frühestens im Jahr 2025 vorgesehen. Bis dahin soll das vorhandene Sommerbad weiter genutzt werden, die marode Schwimmhalle muss als erstes abgerissen werden. Außerdem ist ein Flächentausch zwischen den Bäderbetrieben und dem Land Berlin erforderlich.